# Centeterus meridionator
Centeterus meridionator là một loài tò vò trong họ Ichneumonidae.